# Hormathophylla lapeyrousiana
Hormathophylla lapeyrousiana là một loài thực vật có hoa trong họ Cải. Loài này được Kupfer mô tả khoa học đầu tiên.